# Timarete japonica
Timarete japonica är en ringmaskart som beskrevs av Zachs 1933. Timarete japonica ingår i släktet Timarete och familjen Cirratulidae. Inga underarter finns listade i Catalogue of Life.